# Thanh Định
Thanh Định là một xã thuộc huyện Định Hóa, tỉnh Thái Nguyên, Việt Nam.

## Địa lý
Xã Thanh Định nằm ở phía tây nam huyện Định Hóa, có vị trí địa lý:
- Phía đông giáp xã Bình Yên và xã Định Biên
- Phía tây giáp tỉnh Tuyên Quang
- Phía nam giáp xã Điềm Mặc
- Phía bắc giáp tỉnh Tuyên Quang và xã Bảo Linh.

Xã Thanh Định có diện tích 18,39 km², dân số năm 1999 là 3.806 người, mật độ dân số đạt 207 người/km².
Địa bàn xã nằm trong khu vực dãy núi Hồng và là nơi khởi nguồn của một trong hai nhánh chính của thượng nguồn sông Công chảy xuống phía nam. Ngoài ra, trên địa bàn xã Thanh Định còn có một suối là phụ lưu của sông Chợ Chu và chảy về hướng đông, cả sông Công và sông Chợ Chu đều là phụ lưu của sông Cầu.

## Lịch sử
Sau năm 1975, Thanh Định là một xã thuộc huyện Định Hóa.
Đến năm 2019, xã Thanh Định có 18 xóm: Bản Piềng, Hùng Lập, Nà Họ, Khuẩn Nghè, Nạ Chía, Thẩm Thia, Thẩm Quẩn, Bản Cái Thanh Chung, Bản Cái Thanh Xuân, Khảu Rị, Nạ Mao, Pài Trận, Khảu Cuộng, Cỏ Bánh, Nà Chèn, Văn Lang, Đồng Chua, Keo En.
Ngày 11 tháng 12 năm 2019, sáp nhập hai xóm Hùng Lập và Nà Họ thành xóm Nguyên Bình, sáp nhập ba xóm Khuẩn Nghè, Nạ Chía, Thẩm Thia thành xóm Thanh Phong, sáp nhập hai xóm Thẩm Quẩn và Bản Cái Thanh Trung thành xóm Thanh Trung, sáp nhập ba xóm Khảu Rị, Nạ Mao, Pài Trận thành xóm Trung Tâm, sáp nhập hai xóm Khảu Cuộng và Bản Cái Thanh Xuân thành xóm Thanh Xuân, sáp nhập xóm Cỏ Bánh vào xóm Nà Chèn, sáp nhập xóm Keo En vào xóm Đồng Chua.

## Hành chính
Xã Thanh Định được chia thành 9 xóm: Bản Piềng, Đồng Chua, Nà Chèn, Nguyên Bình, Thanh Phong, Thanh Trung, Thanh Xuân, Trung Tâm, Văn Lang.

## Kinh tế - xã hội
Thanh Định là một xã trong vùng ATK Định Hóa và là nơi đặt văn phòng Tổng Bí thư Trường Chinh tới tháng 9/1953 và cũng từng là nơi đặt trụ sở của một số cơ quan của Tổng cục Hậu cần trong thời kì chiến khu Việt Bắc.